# Улица Христины Алчевской (Чернигов)
Улица Христины Алчевской (укр. Вулиця Христини Алчевської, до 2024 года — улица Чудинова) — улица в Новозаводском районе города Чернигова. Пролегает от улицы Леонида Пашина до улицы Рассветная, исторически сложившаяся местность (район) Западный.
Нет примыкающих улиц.

## История
В 1938 году был введён в эксплуатацию комбинат «Астра», который занимается хранением нефтепродуктов. Были построены 2-3-этажные дома для работников предприятия. 
В 1973 году пгт Западный, где расположена улица, было включено в черту города. Получила название улица Чудинова — в честь Героя Советского Союза Петра Алексеевича Чудинова.
С целью проведения политики очищения городского пространства от топонимов, которые возвеличивают, увековечивают, пропагандируют или символизируют Российскую Федерацию и Республику Беларусь, 8 февраля 2024 года улица получила современное название — в честь российского и украинского общественного деятеля, уроженки Черниговщины Христины Даниловны Алчевской, согласно Решению Черниговского городского совета № 37/VIII-21 «Про переименование улиц в городе Чернигове» («Про перейменування вулиць у місті Чернігові»).

## Застройка
Улица расположена изолировано от других. Сейчас проходит на юго-восток от улицы Леонида Пашина, затем делает поворот на юг, огибая урочище Подусовка. Севернее начала улицы расположен комбинат «Астра». Улица занята малоэтажной жилой застройкой (2-3-этажные дома).
Учреждения:
1. б/н — государственное объединение «комбинат «Астра»» (укр. Комбінат «Айстра»)